# 巴恩韋爾 (阿拉巴馬州)
巴恩韋爾（英語：Barnwell）是一個位於美國阿拉巴馬州鮑德溫縣的非建制地區。該地的面積和人口皆未知。

## 地理
巴恩韋爾的座標為30°25′17″N 87°52′39″W / 30.421500°N 87.877500°W，而該地最高點為海拔高度22米（即72英尺）。此外，98號美國國道也穿越了巴恩韋爾的一部份。